# 卜静
卜 静（ぼく せい、生没年未詳）は、中国後漢末期の人物。『三国志』呉書に記述がある。字は玄風。本貫は揚州呉郡。

## 事績
同郷の陸績・顧邵には及ばなかったが、陸遜や吾粲と並ぶ名声を有した。官位は剡県令に昇った。
没年は不明だが、『三国志』虞翻伝注の『会稽典録』では駱統が「卜静の遺族」について触れているため、駱統が没した黄武7年（228年）以前には死去している。